# Colpochila badia
Colpochila badia är en skalbaggsart som beskrevs av Hermann Burmeister 1855. Colpochila badia ingår i släktet Colpochila och familjen Melolonthidae. Inga underarter finns listade i Catalogue of Life.